# Limba bété
Limba bété este constituită dintr-un grup de dialecte (un continuum dialectal) aparținând limbilor Kru, din Coasta de Fildeș.
Frédéric Bruly Bouabré a creat în anii ’50 silabarul bété, un sistem de scriere conceput special pentru limba bété.